# Pahipodij
Pahipodij (znanstveno ime Pachypodium) so sukulentne rastline z zadebeljenim spodnjim koreninskim delom. Spadajo v družino pasjestrupovk Apocynaceae in so v bližnjem sorodstvu z rastlinami iz rodu Adenium in Plumeria. Od adenijev se razlikujejo po dolgih bodicah, ki se razvijejo iz listne baze. Večina pahipodijev cveti z lepim cvetom, najbolj zanimiva pa so njihova razvejana stebla. Velikost rastlin dosega od nekaj centimetrov do 8 metrov v višino.
Botanično ime Pachypodium izvira iz grščine: pachy - debel in podus - noga.
V južni Afriki je verjetno najbolj znan in zanimiv Pachypodium namaquanum (slonovo drevo).

## Razširjenost
Pahipodiji so značilni za toplejša in bolj suha področja južne Afrike in Madagaskarja. V Afriki so razširjeni na področjih Angole, Namibije, Botsvane, Zimbabveja, Esvatinija, Mozambika in Južne Afrike (Severna provinca, Gauteng, Mpumalanga, Svobodna država, KwaZulu-Natal in severni, Zahodna in Vzhodni Kaplandija).
Pahipodiji rastejo večinoma na vročih skalnih terenih, kjer se nahajajo v sklopu z drugimi kserofitnim rastlinami. Razen nekaj izjem rastejo v toplih področjih, kjer temperatura nikoli ne pade pod zmrzišče, posebno na Madagaskarju. Zadebeljeno steblo shrani precej vode, tako da rastline preživijo dolgo sušo. Na Madagaskarju rastejo od morske gladine do višine 1900 m, temperatura pa je v območju -6 do 40 °C. Padavine v Madagaskarskih terenih znašajo okoli 340 do 2000 mm letno. V Afriki rastejo od morske gladine do višine 1600 m, temperaturno območje pa je malo širše, od -10 do 45 °C, vendar z manjšimi količinami padavin - od 75 do 800 mm na leto.

## Vrste
V rodu Pachypodium je okoli 20 vrst, nekatere vrste niso priznane ali so le sinonimi. Pet vrst je avtohtonih v Afriki, ostale so na Madagaskarju.
Pachypodium ambongense

Pachypodium baronii

Pachypodium bicolor

Pachypodium bispinosum

Pachypodium brevicaule

Pachypodium cactipes

Pachypodium decaryi

Pachypodium densiflorum

Pachypodium eburneum

Pachypodium geayi

Pachypodium gracilius

Pachypodium horombense

Pachypodium inopinatum

Pachypodium lamerei

Pachypodium lealii

Pachypodium makayense

Pachypodium meridionale

Pachypodium menabeum

Pachypodium namaquanum

Pachypodium rosulatum

Pachypodium rutenbergianum

Pachypodium saundersii

Pachypodium sofiense

Pachypodium succulentum

Pachypodium windsorii

## Domača imena
Pachypodium bispinosum - bobbejaankos, kragman, sterkman, kamoa (aafr.) 

Pachypodium lealii - bottle tree (Ang.), bottelboom (aafr.)

Pachypodium namaquanum - elephant's trunk (Ang.), halfmens (aafr.)

Pachypodium saundersii - kudu lily, rathbonia (ang.), koedoelelie (aafr.), ligubugubu, sikymbyambya, sisila-semphala (swazi), insema-yamatshe, isihlehle (zulu), Lundi star (Zimbabwe)

Pachypodium succulentum - dikvoet, bergkambroo, bobbejaankambroo, bobbejaankos, ystervarkkambroo (aafr)

## Opis rastlin
Stebla pahipodijev so večinoma razvejana, le Pachypodium namaquanum je pogosto brez vej. Stebla so obdana z bodicami, ki izraščajo iz listne baze. Listi so spiralno ali izmenično razporejeni in lahko pozimi odpadejo. Cvetovi so beli do rdeči z vmesnimi odtenki, nekateri vzdolžno progasti. Plod je podolgovat strok dolžine do 10 cm. Vsebuje precej semen, ki imajo na koncu volnato tvorbo. Ta podobno kot pri stapelijevkah pomaga pri raznašanju semen.

## Strupenost
Čeprav je v družini kar nekaj rastlin, ki na prerezu izločajo mleček ali motno tekočino, pahipodiji vsebujejo prozoren sok. Najbližji sorodniki pahipodijev, adeniji in oleandri, vsebujejo močne glikozidne strupe, ki so jih v preteklosti domorodci uporabljali za zastrupljanje konic puščic za lov. Večina pahipodijev teh strupov nima ali pa jih vsebujejo le malo. Omembe vreden strup vsebuje le P. lealii.

## Uporaba pahipodijev
Med pahipodiji je večina rastlin zaradi svoje zanimivosti gojena v zbirkah raznih gojiteljev, Pachypodium lamerei, P. saundersii in P. geayii pa se uporabljajo tudi kot dekorativne rastline, ki jih redno ponujajo vrtni centri in specializirane vrtnarije.
- Vlakna iz stebla Pachypodium rutenbergianum domačini uporabljajo za pletenje vrvi.
- Votla stebla Pachypodium geayi uporabljajo domačini za izdelavo primitivnih čebeljih panjev.
- Lepljivi sok Pachypodium rosulatum uporabljajo domačini kot lepilo.
- V vzhodnem Cape domačini iz stebel Pachypodium bispinosum varijo pivo.
- Debela stebla Pachypodium succulentum so domačini uporabljali za izdelavo hrane, predvsem kot kvasilo kruha.
- Če iz stržena Pachypodium geayi s cunjo iztisnemo sok, nastane grenka, a užitna pijača. V času pomanjkanja nadomešča sladkor.
- Sok Pachypodium lealii uporabljajo domorodci za zastrupljanje puščic.
- Pachypodium bispinosum se zaradi svoje oblike uporablja kot bonsajem podobna rastlina.

## Vzgoja
Pahipodiji so sorazmerno nezahtevni za vzgojo, le nekatere vrste v kulturi povzročajo težave. Najbolj težavna vrsta je Pachypodium namaquanum, predvsem zaradi tega, ker ima rastno sezono pozimi.
Pahipodiji zahtevajo toploto, polno sonce, odceden substrat in precej vode v rastni sezoni. Ta se v severni hemisferi začne konec aprila in konča konec oktobra, le Pachypodium namaquanum ima obrnjeno sezonsko rast. Velike rastline, kot na primer Pachypodium lamerei in Pachypodium geayi potrebujejo več vode, medtem po Pachypodium succulentum, Pachypodium brevicaule in Pachypodium rosulatum zalivamo bolj previdno. Prezimovanje naj bo nad 10 °C.
Pahipodije se razmnožuje predvsem s setvijo semena. Pachypodium bispinosum, Pachypodium rosulatum in Pachypodium succulentum se razmnožijo tudi s potaknjenci. Te lahko razmnožimo tudi s koreninskimi potaknjenci.
Pahipodije lahko tudi cepimo, na primer Pachypodium brevicaule se lahko cepi na Pachypodium lamerei ali celo na mlade sadike oleandra.
Pahipodije se seje v pust peščen substrat. Seme se zatakne pokončno v substrat nekaj mm globoko in se vzdržuje vlažno pri 27-35 °C. Seme, ki ne vzkali v šestih tednih, se lahko tretira kot nekaljivo.

## Ogroženost in zaščita
Nobena vrsta pahipodijev ni na rdeči listi ogroženih rastlin IUCN. Nekatere vrste so zaščitene lokalno. Pachypodium namaquanum je v Namibiji na listi manj do srednje ogroženih rastlin, Pachypodium lealii je označen kot manj ogrožen (Low Risk Least Concerned - LR-lc), v Zimbabveju pa je Pachypodium saundersii označen kot ogrožen. V seznamu CITES so Pachypodium ambongense, Pachypodium baronii in Pachypodium decaryi na prilogi I, vsi ostali pa na prilogi II.
Pahipodije v naravi najbolj ogroža širjenje civilizacije, predvsem obdelovalnih polj, posebno na Madagaskarju, populacije Pachypodium namaquanum pa so bil precej okleščene zaradi nabiranja mlajših primerkov s strani ljubiteljev. Na srečo so bile izropane le tiste lokacije, ki so kolikor toliko dostopne, v srcu rastišč pa so ostale neokrnjene.